# Talsperre Bolarque
Die Talsperre Bolarque (spanisch Presa de Bolarque) staut den Tajo etwas unterhalb der Mündung des Guadiela. Der Tajo bildet an dieser Stelle die Grenze zwischen den Provinzen Cuenca und Guadalajara in Spanien. Etwa sechs Kilometer flussabwärts der Talsperre Bolarque befindet sich das inzwischen stillgelegte Kernkraftwerk José Cabrera. Ungefähr fünf Kilometer nordöstlich von Bolarque staut die Talsperre Buendía den Guadiela.
Mit dem Bau der Talsperre wurde im Jahre 1907 begonnen. Am 23. Juni 1910 wurde die Talsperre durch König Alfons XIII. offiziell eingeweiht. Die Talsperre ist im Besitz der Unión Fenosa Generacion S.A.

## Absperrbauwerk
Das Absperrbauwerk ist eine Gewichtsstaumauer aus Beton mit einer Höhe von 36 m über der Gründungssohle. Die Mauerkrone liegt auf einer Höhe von 643 m über dem Meeresspiegel. Die Länge der Mauerkrone beträgt 292 m. Das Volumen des Staudamms umfasst 160.000 m³.
Die Staumauer verfügt sowohl über einen Grundablass als auch über eine Hochwasserentlastung. Über den Grundablass können maximal 70 m³/s abgeleitet werden, über die Hochwasserentlastung maximal 1.700 m³/s.
Die Talsperre Bolarque wurde ursprünglich mit einer Höhe von 24 m errichtet. 1954 wurde sie dann um 10 m erhöht.

## Stausee
Bei Vollstau erstreckt sich der Stausee (span. Embalse de Bolarque) über eine Fläche von rund 5,1 km² und fasst 30,71 Mio. m³ Wasser – davon können 23 Mio. m³ genutzt werden.

## Kraftwerk
Das Kraftwerk besteht aus drei verschiedenen Anlagen.

### Bolarque I
Das Kraftwerk Bolarque I ist mit einer installierten Leistung von 28 MW eines der kleineren Wasserkraftwerke in Spanien. Zum Zeitpunkt der Inbetriebnahme 1910 war es eines der ersten Wasserkraftwerke in Spanien. 1954 wurden die Anlagen erneuert und das Maschinenhaus durch ein neues ersetzt.
Die maximale Fallhöhe beträgt 42 m. Der maximale Durchfluss liegt bei 85 m³/s je Turbine.

### Bolarque II

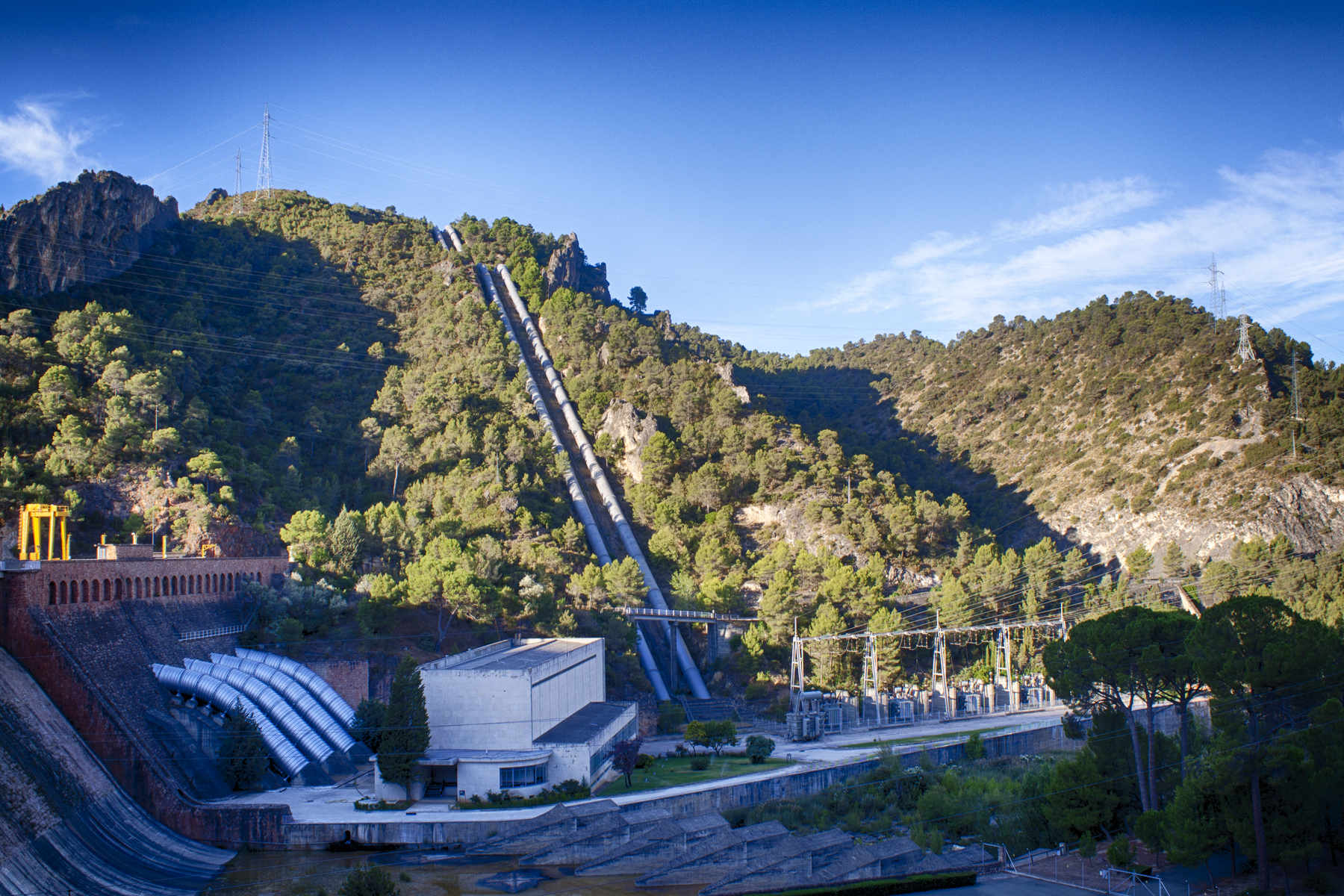
Die 2 Druckrohre des PSW

Das Pumpspeicherkraftwerk (PSW) Bolarque (span. Bolarque Reversible) wurde von 1969 bis 1974 errichtet. Es ging 1974 (bzw. 1973) in Betrieb. Die installierte Leistung beträgt 203 (bzw. 207 oder 208) MW. Laut der folgenden Quelle beträgt die Leistungsaufnahme des PSW im Pumpbetrieb 208 MW und die maximale Leistung im Turbinenbetrieb 239 MW.
Das PSW ist der Ausgangspunkt für den Tajo-Segura-Kanal. Es hat daher neben seiner eigentlichen Funktion als PSW auch noch die Aufgabe, das für den Kanal benötigte Wasser zur Talsperre Bujeda hochzupumpen, von wo aus das Wasser dann in Richtung der Talsperre Alarcón fließt. Der Stausee der Talsperre Bujeda ist gleichzeitig das Oberbecken für das PSW Bolarque.
Die Fallhöhe beträgt 269,5 (bzw. 245) m. Der maximale Durchfluss liegt bei 98,8 m³/s. Der Durchfluss beträgt im Pumpbetrieb 66 m³/s und im Turbinenbetrieb 99 m³/s.

### Bolarque III
Am 26. Juni 2010 wurde noch ein weiteres Kraftwerk mit 4,2 MW in Betrieb genommen.